# Wilhelm Keilmann (Komponist)
Wilhelm Martin Keilmann (* 4. August 1908 in Würzburg; † 14. November 1989 in Brixen) war ein deutscher Pianist, Kapellmeister und Komponist. Er komponierte 74 Werke, gründete ein Kammerorchester und war Dozent am Richard-Strauss-Konservatorium in München.

Wilhelm Keilmann (ca. 1960)

## Leben
Wilhelm Martin Keilmann erhielt erste Unterweisungen im Geigen- und Klavierspiel von seinem Vater, Ferdinand Keilmann, einem Musikerzieher.
Er studierte zuerst an der Musikschule Aschaffenburg bei Direktor Hermann Kundigraber, Heinz Knettel und Valentin Härtl. Nach einem Semester an der Musikhochschule München wechselte er zum Konservatorium Würzburg, wo er Klavier bei Professor Heinz Knettel studierte, Violine und Viola bei Willy Schaller und Dirigieren sowie Komposition bei Hermann Zilcher erlernte.
Das Staatsexamen legte Wilhelm Keilmann am 13. Juli 1937 in allen vier Fächern mit Auszeichnung ab und seine Prüfungskomposition Hymne an die Schönheit nach Christian Morgenstern für Sopran, Chor und Orchester (op. 4) wurde von Irma Lieske und dem Orchester des Konservatoriums unter der Leitung Zilchers am 14. Juli 1937 in Würzburg uraufgeführt.
Nach einem Jahr als Kapellmeister am Stadttheater in Mainz heiratete er die Geigerin Hertha Bulle (1916–2009) und zog mit ihr 1939 bei Kriegsausbruch als Musiklehrerehepaar ins ländliche Internat nach Schondorf am Ammersee. Dort wirkten beide auch als konzertierende Künstler und gaben Einzelunterricht in ihren Instrumentalfächern. Wilhelm Keilmann baute Chöre auf und wusste nicht nur die Schülerschaft für die Musik zu begeistern. Er komponierte in dieser Zeit unter anderem die Würzburger Bilder für Klavier und eine Reihe von Liedern, oft mit humoristischem Hintergrund.
1942 holte ihn der Intendant des Deutschen Philharmonischen Chors, Bruno Kittel, als Chorleiter und Korrepetitor in die Hauptstadt Berlin. Im Jahre 1943 konzertierte Keilmann mit Lieder- und Duettenabenden mit Tilla Briem (Sopran) und Fred Drissen (Bassbariton) in deutschen Lazaretten. Im letzten Kriegsjahr wurde Keilmann eingezogen und geriet in amerikanische Gefangenschaft.
Nach dem Kriege baute er zunächst in Aschaffenburg eine Klavierklasse auf, die noch lange von sich reden machte, und folgte später einem Ruf an das Richard-Strauss-Konservatorium (vormals Trapp’sches Konservatorium) nach München, an dem er von 1959 bis 1975 als Dozent für Klavier und Komposition wirkte. Als versierter Klavierbegleiter entwickelte er das Unterrichtsfach „Prima-Vista“, eine methodische und anregende Anleitung zum Blattspielen, die bei Edition Peters unter Nr. 8065 in Henry Litolff’s Verlag/C. F. Peters (Frankfurt, London, New York) ins Englische und Japanische übersetzt, 1970 in zwei Bänden erschienen ist.
1975 beendete Wilhelm Keilmann seine aktive Lehrtätigkeit in München und widmete sich von seinem „Haus Harmonie“ in Bad Kohlgrub aus vor allem dem von ihm 1966 gegründeten Murnauer Kammerorchester, den seit 1951 mit seiner Frau Hertha Keilmann alljährlich veranstalteten Meisterkonzerten im Konzertsaal Haus Harmonie, dem Kirchenchor Bad Kohlgrub und der Komposition. Seine Vielseitigkeit als Pianist, Dirigent und Komponist wurde hoch geschätzt von weltberühmten Persönlichkeiten wie Elly Ney, Ludwig Hoelscher, Wilhelm Stross, Kieth Engen, Detlef Kraus, Fred Drissen, Oscar C. Yatco, Josef Märkl, Rudolf Metzmacher, Tilla Briem, Lore Fischer, Pamela Coburn und vielen anderen.
In der Zeit von 1975 bis 1989 entstanden viele seiner Hauptwerke: den Sonnengesang für Sopran und Streichorchester op. 45, die Elegie et Allegro giocoso für Altsaxophon, das Streichquartett op. 61, die Vollmondnächte op. 62, Mainau – Insel im Blütenzauber op. 63 und die 2. Cellosonate op. 65 sowie das Klavierquartett in fis-Moll op. 60.
Am 14. November 1989 verstarb Wilhelm Keilmann unerwartet an Herzversagen während eines Ferienaufenthalts in Südtirol und fand seine letzte Ruhestätte auf dem Rochusfriedhof in Bad Kohlgrub.

## Werke (Auswahl)

### Klaviermusik
- Es ist ein Ros’ entsprungen. Drei Weihnachtsvariationen op. 1 (1933)
- Würzburger Bilder op. 13 (1941)
- Hymnus gloriosus in honorem ducis excellentissimi Lenau. Präludium und Fuge in As-Dur op. 24 (1980)
- Über das schlaraffische Freundschaftslied. Variation und Fuge op. 28 (1979)
- Maria durch ein Dornwald ging. Drei Variationen op. 34 (1933)
- Stato d’animo della sera al lago d’Iseo. Kurze Impressionen op. 44/a (1970)
- Movimenti d’onde al lago d’Iseo. Kurze Impressionen op. 44/b (1970)
- Notturno in E-Dur op. 56 (1984)
- Kinderportraits. Impressionen op. 58 (1979)
- Mainau – Insel im Blütenzauber. Zwölf Impressionen op. 63 (1987)
- Gioco da Colori per Pianoforte op. 64/b (1988)

### Klavierschule
- Ich spiele vom Blatt. Kurze Vortragsstudien für Klavier in drei Teilen, Unter- und Mittelstufe op. 32/c (1970)

### Orchesterwerke und Chorwerke mit Orchester (Auswahl)
- Hymne an die Schönheit (Christian Morgenstern) für gemischten Chor, Solosopran und Orchester op. 4 (1935)
- Sonnenwende für gemischten Chor, Sopran, Baritonsolo und Orchester op. 7 (1936)
- Der Weg nach Bethlehem. Weihnachtskantate für Soli, gemischten Chor, kleines Orchester und Klavier op. 40 (1962)
- Der Sonnengesang für Sopran und Streichorchester (nach Texten des Hl. Franz von Assisi) op. 45 (1971)

### Filmmusik
- Hakahana. Musik zum gleichnamigen Farbfilm aus Südwest-Afrika der Rheinischen Missionsgesellschaft, Wuppertal-Barmen, einer Walter-Leckebusch-Produktion, realisiert von der Matthias-Film-Gesellschaft, Stuttgart op. 42/b (1956)

### Sonaten, Trios und Quartette (Auswahl)
- Sonate Nr. 1 d-Moll für Violoncello und Klavier op. 15 (1943)
- Sonate h-Moll für Violoncello und Klavier op. 26/b (1951)
- Trio sereno für Flöte, Kontrabass und Klavier op. 36/a (1961)
- Kammersonate für Viola und Klavier op. 43 (1964)
- Klavier-Quartett fis-Moll für Violine, Viola, Violoncello und Klavier op. 60 (1984)
- Duo für Violine und Violoncello op. 64/a (1988)
- Sonate Nr. 2 fis-Moll für Violoncello und Klavier op. 65 (1989)

### Lieder (Auswahl)
- Lied der Erde an die Sonne für Sopran und Streichorchester (nach Text von Christian Morgenstern) op. 18/a (1974)
- Wie sind die Tage schwer. Liederzyklus für Bariton und Klavier (aus „Musik des Einsamen“ von Hermann Hesse) op. 26/a (1951)
- Gitanjali. Acht Gesänge für Bassbariton und Klavier (nach Texten von Rabintranath Tagore) op. 59 (1986)
- Vollmondnächte. Liederzyklus für Sopran und Klavier (nach japanischen Gedichten von Manfred Hausmann übertragen) op. 62 (1986)